# Rosa Schorling
'Rosa Helena Schorling Albuquerque (15 de julho de 1919 – 11 de dezembro de 2017) foi uma aviadora e paraquedista brasileira, reconhecida como a primeira mulher a realizar um salto de paraquedas no Brasil. Natural de São Paulo de Biriricas, no Espírito Santo, destacou-se desde jovem por seu interesse em atividades incomuns para mulheres da época, como a pilotagem de aviões e a direção de automóveis. Em 1940, aos 21 anos, realizou seu primeiro salto de paraquedas na Baía de Guanabara, durante as comemorações da Semana da Asa, conquistando reconhecimento nacional. Ao longo de sua trajetória, realizou mais de 130 saltos e tornou-se uma referência no paraquedismo e na aviação esportiva brasileira.
Além de sua atuação como paraquedista, Rosa Schorling também se dedicou à educação, trabalhando como professora e diretora escolar. Viveu grande parte da vida em Domingos Martins, onde transformou sua residência, o Sítio Rosenhausen, em um museu particular que preservava sua história e conquistas. Em 2017, faleceu aos 98 anos devido a complicações após uma fratura no fêmur. Sua trajetória foi registrada no livro Rosa Helena Schorling, além da folha de vento, do jornalista Fabrício Fernandes, que documenta sua contribuição para a aviação e o paraquedismo no Brasil.

## Biografia

### Primeiros anos
Rosa Helena Schorling Albuquerque nasceu em 15 de julho de 1919, em São Paulo de Biriricas, no município de Cariacica, Espírito Santo. Filha de João Ricardo Hermann Schorling, de origem alemã, e Rosa Wlasak Schorling, de ascendência austríaca, mudou-se ainda bebê para a região de Campinho, no município de Domingos Martins, onde passou a maior parte de sua vida. Desde a infância, demonstrou interesse por atividades pouco comuns para mulheres da época, como a pilotagem de veículos e a aviação.

Em 1932, aos 12 anos, obteve sua carteira de motorista profissional, tornando-se uma das primeiras mulheres a conquistar esse documento no Brasil. No ano seguinte, também adquiriu habilitação para motocicletas. Seu interesse pela aviação surgiu quando viu um avião sobrevoar o colégio onde estudava em Vitória. Determinada a seguir carreira na aviação, formou-se professora para atender ao desejo do pai e, posteriormente, iniciou seu treinamento como piloto.

### Carreira na aviação e paraquedismo
Em 1939, Rosa Schorling obteve seu brevê de aviadora pelo Aeroclube do Brasil, tornando-se a primeira piloto mulher do Espírito Santo e a oitava do país. No ano seguinte, participou das provas aéreas femininas da Semana da Asa, no Rio de Janeiro, onde conquistou o primeiro lugar. Durante o evento, inscreveu-se como voluntária para um salto de paraquedas, tornando-se a primeira mulher a realizar esse feito no Brasil. O salto ocorreu em 8 de novembro de 1940, de um avião Belanca a mil metros de altura, sobre a Baía de Guanabara. A realização foi amplamente divulgada pela imprensa da época, consolidando seu nome na história da aviação e do paraquedismo nacional.
Em 1950, ingressou na recém-criada Escola de Paraquedistas do Exército, no Rio de Janeiro, onde recebeu seu brevê militar após oito meses de treinamento. Durante sua carreira, realizou mais de 130 saltos, incluindo demonstrações em eventos cívicos e competições no Brasil e no exterior.

## Women's International Association of Aeronautics
Em 26 de outubro de 1940, Rosa Helena participa, juntamente com outras seis concorrentes, das provas aéreas femininas "Cruzeiro do Sul", conquistando o primeiro lugar. Como reconhecimento, ela recebe a taça Rosa Trophy da Women's International Association of Aeronautics, além de um cronômetro de ouro, horas de voo e outros prêmios valiosos.

### Semana do Estado Novo
No programa das provas da Semana da Asa, estabeleceu-se que haveria salto de paraquedas para voluntários. Rosa logo se inscreve para a demonstração livre e espontânea, realizando a prova com êxito absoluto, no dia 8 de novembro de 1940, durante a Semana do Estado Novo. Esse foi o primeiro salto de paraquedas realizado por uma mulher brasileira, a partir de uma altura de mil metros, na Baía de Guanabara, de um avião Belanca (asa alta). O paraquedas utilizado era de fabricação Switlich, de 24 pés e assento, fabricado nos EUA. Milhares de pessoas, incluindo altas autoridades civis, militares e eclesiásticas, entre as quais o Comandante Isaac Cunha, chefe da Casa Militar da Presidência da República, e seu pai, que lhe deu a autorização necessária, assistiram à demonstração. A imprensa nacional teceu grandes elogios ao feito de Rosa, com reportagens ilustradas e sua imagem estampada nas capas das principais revistas.
Areobaldo Lellis, um dos jornalistas mais respeitados do Espírito Santo, enalteceu seu pioneirismo em longo artigo publicado no jornal A Gazeta de 15 de novembro de 1940, com as seguintes palavras:
| “ | “...Rosa Helena, vencedora dos ares, que desceste lentamente dos céus brasileiros como fúlgida estrela que se desprendesse da constelação do Cruzeiro do Sul, para surgires nas águas bravias do oceano à semelhança das nereidas dominadoras dos mares, eu te exalto e te saúdo na grandeza e no resplendor de teu feito heroico, em que, cobrindo-te de glória, cobriste de glória o teu Espírito Santo e o teu povo”. | ” |

Em 1949, nove anos após seu pioneiro salto de paraquedas, foi fundada a Escola de Paraquedistas do Exército Núcleo Aero-Terrestre, em Deodoro, no Rio de Janeiro. Rosa Helena, logo inscrita no Núcleo, completou oito meses de treinamentos intensivos com militares e, em 29 de outubro de 1950, recebeu seu brevê de paraquedista.
Durante seu tempo na escola, realizou 136 saltos de treinamento, com diversas modalidades, incluindo saltos noturnos, e participações em demonstrações em locais como as praias do Flamengo e Copacabana. Já como paraquedista brevetada, também participou de solenidades cívicas em vários estados do Brasil, além de no Paraguai.
Em 29 de junho de 1951, fez um espetacular salto em Cachoeiro de Itapemirim (ES), durante a inauguração do campo de aviação local, com a presença do Governador do Espírito Santo, Dr. Jones dos Santos Neves, e do presidente do Tribunal de Justiça, Dr. Danton Bastos, entre outras autoridades.

## Fim da vida
Em 15 de janeiro de 1955, após o falecimento de seu pai, Rosa Helena retornou definitivamente para o Sítio Rosenhausen, onde passou a viver com sua mãe. Em 1960, casou-se com o tenente reformado do Exército Brasileiro, Raymundo Mendes Albuquerque, com quem teve um filho, João Raymundo, que faleceu em 6 de janeiro de 1962, com apenas cinco meses de idade. Sua mãe, Rosa Wlasak Schorling, faleceu em 24 de janeiro de 1978, aos 86 anos.